# Gustavo García de Paredes
Gustavo García de Paredes Aued (Trípoli, Líbano, 23 de septiembre de 1938 - Panamá, 6 de septiembre de 2024) fue un filósofo, historiador, educador y político panameño nacido en el extranjero. Fue rector de la Universidad de Panamá por cinco períodos (1994-1997, 1997-2000, 2003-2005, 2006-2011, 2012-2016).

## Biografía
Sus padres fueron el diplomático Gustavo García de Paredes y Clementina Aued.  
En 1962 obtuvo la licenciatura en Filosofía y Letras con especialización en Historia Universal, en la Universidad de Madrid. En 1963 obtiene el doctorado en la misma rama en la Universidad de Madrid. En 1970 es nombrado Decano de la Facultad de Filosofía en la Universidad de Panamá hasta 1972, cuando fue vicerrector académico de la Universidad de Panamá por un período de seis años. Desde 1978 hasta 1981 fue designado Ministro de Educación de Panamá. Posteriormente fue gerente de la Zona Libre de Colón entre 1981 y 1982, y director de la Lotería Nacional de Beneficencia de Panamá por unos meses en 1982. Luego fue nombrado Embajador Extraordinario y Plenipotenciario de Panamá en Brasil entre 1983 y 1988. 
En 1991 fue nombrado Decano de la Facultad de Humanidades en la Universidad de Panamá, hasta que fue elegido por primera vez como rector en 1994. En 1998 aspiró como precandidato a la Presidencia de la República por el Partido Revolucionario Democrático, pero apenas obtuvo 1498 votos (5º lugar) en las elecciones primarias, siendo vencedor Martín Torrijos.
En 2002 fue vicepresidente de la Junta Directiva de la Autoridad de la Región Interocéanica y en 2003 fue nombrado presidente. En 2007 fue nombrado presidente de la Unión de Universidades de América Latina.
Desde octubre de 2019 hasta junio de 2024 trabajó como asesor del alcalde del distrito capital José Luis Fábrega. Falleció el 6 de septiembre, sin informar causa alguna.
Recibió diversas condecoraciones: la Orden de Alfonso X el Sabio (España), Orden Andrés Bello (Venezuela), Orden de la Cruz del Sur (Brasil), Orden de Bernardo O'Higgins (Chile), Orden de Vasco Núñez de Balboa en el grado de Oficial (Panamá), fue hijo meritorio del corregimiento de Ancón y del distrito de Aguadulce, además recibió las llaves de la Ciudad de Panamá.

## Obras
- El pensamiento de Don Lorenzo Hervás y Panduro: su significación en las ciencias del espíritu (1964)
- Una propuesta universitaria
- Textos de la Rectoría: discursos, ponencias y reflexiones
- Una vida fecunda
- Propuesta universitaria II: 1997-2000